# 水晶兰属
水晶兰属（学名：Monotropa）(台灣稱錫杖花屬)是水晶兰科下的一个属，为草本植物。该属共有5种，分布于北温带。
在台灣水晶兰属通常指的是另一屬Cheilotheca(中國大陸稱Cheilotheca為拟水晶兰属)。而在台灣，水晶蘭通常指另一物種球果假水晶兰。
台灣境内產以下2種：
- 水晶兰(Monotropa uniflora)或稱单花锡杖花
- 松下兰(Monotropa hypopitys)或稱锡杖花

## 下属物种
本属包括以下物种：
- Monotropa glabra Lange
- Monotropa gracilescens Domin
- 水晶兰 Monotropa uniflora ，或稱单花锡杖花
- 松下兰 Monotropa hypopitys，或稱锡杖花